# Pierre Joseph Bonnaterre
Pierre Joseph Bonnaterre (Aveyron, 1752 – Saint-Geniez-d'Olt, 20 settembre 1804) è stato un abate e naturalista francese.

## Biografia
Contribuì alle sezioni sugli uccelli e sui pesci delle Tableau encyclopédique et méthodique e poi dell'Encyclopédie Méthodique
Va ricordato anche per essere il primo scienziato ad aver studiato il bambino selvaggio Victor dell'Aveyron.
Bonnaterre contribuì ad identificare circa 25 nuove specie di pesci ed a raccoglierne circa 400 illustrazioni nella sua opera enciclopedica.

## Alcuni taxa descritti
| Bonnaterre è l'abbreviazione standard utilizzata per le specie animali descritte da Pierre Joseph Bonnaterre. Categoria:Taxa classificati da Pierre Joseph Bonnaterre |